# 黄花羊角棉
黄花羊角棉（学名：Alstonia henryi）为夹竹桃科鸡骨常山属的植物，是中国的特有植物。分布于中国大陆的云南等地，生长于海拔1,500米的地区，多生长在山地林中，目前尚未由人工引种栽培。